# Madchakanahalli, Mandya
Madchakanahalli là một làng thuộc tehsil Mandya, huyện Mandya, bang Karnataka, Ấn Độ.